# Lanitz-Hassel-Tal
Lanitz-Hassel-Tal è un comune di 1 050 abitanti della Sassonia-Anhalt, in Germania.

Appartiene al circondario del Burgenland (targa BLK) ed è parte della comunità amministrativa (Verbandsgemeinde) An der Finne.

## Storia
Il comune di Lanitz-Hassel-Tal fu creato il 1º luglio 2009 dall'unione dei comuni di Möllern e Taugwitz.

## Geografia antropica

### Suddivisioni amministrative
Il territorio comunale comprende 6 centri abitati (Ortsteil):
- Benndorf
- Gernstedt
- Hohndorf
- Niedermöllern
- Obermöllern
- Pomnitz
- Poppel
- Rehehausen
- Spielberg
- Taugwitz
- Zäckwar